# Journal 1970-1986
Journal 1970-1986 (en russe : Мартиролог, Martyrologue) est le journal intime du cinéaste soviétique Andreï Tarkovski. Il couvre sa vie et son travail en Union soviétique et la période de son exil en Europe occidentale. Après le coup d'État de 1991, plusieurs mémos ont fait surface, affirmant que le KGB avait parfois accès à ces journaux. Bien que Tarkovski ne se soit pas ouvertement opposé au système soviétique, son œuvre mettait fortement l'accent sur des thèmes spirituels, en conflit avec l'idéologie athée officielle, ce qui a incité le KGB à ouvrir un dossier sur lui[Pas dans la source].

## Le journal
Tarkovski a appelé ses journaux intimes « Martyrologe ». Il a déclaré à propos de ce titre en 1974 : « Prétentieux et faux comme titre, mais qu'il reste comme un rappel de mon inertie et de ma futilité sans valeur ». Son journal est profondément personnel et étaient surtout destiné à Tarkovski lui-même. Il couvre sa vie et son travail en Union soviétique et pendant la période de son exil. Certains paragraphes documente des anecdotes, comme par exemple des listes de courses ou des soucis de santé. Un autre sujet fréquent est celui des autres réalisateurs ou artistes, que Tarkovski considère généralement négativement. À d'autres moments, Tarkovski discute de questions philosophiques ou de théorie du cinéma, qui ne sont pas forcément liées au quotidien. Tarkovski a tenu son journal jusqu'à peu de temps avant sa mort, le 29 décembre 1986. La dernière entrée date du 15 décembre 1986. Ses derniers mots sont « Mais maintenant je n'ai plus de force - c'est le problème. » 

## Édition
Le journal a été traduit de l'original russe en quinze langues différentes, parfois avec des différences notables. La première traduction a été faite en allemand en 1989.
En France, ce sont les Cahiers du cinéma qui publient le journal en français en 1993, dans une traduction d'Anne Kichilov.